# Roy Curvers
Roy Curvers (Haelen, 27 dicembre 1979) è un dirigente sportivo ed ex ciclista su strada olandese. Professionista dal 2008 al 2019, dal 2020 è direttore sportivo del Team Picnic PostNL, già Sunweb e DSM.

## Palmarès
- 2007 (Time-Van Hemert, una vittoria)

8ª tappa Olympia's Tour
- 2011 (Skil-Shimano, una vittoria)

Halle-Ingooigem

## Piazzamenti

### Grandi Giri
- Giro d'Italia

2018: 128º
- Tour de France

2012: 135º
2013: 145º
2014: 116º
2015: 106º
2016: 122º
2017: 142º
- Vuelta a España

2011: 156º

### Classiche monumento
- Milano-Sanremo

2013: 104º
2014: 90º
2015: 104º
2016: 124º
2017: 146º
2018: 140º
2019: 134º
- Giro delle Fiandre

2009: 103º
2010: 82º
2013: 81º
2014: 85º
2015: 81º
2016: 65º
2017: 90º
2018: ritirato
2019: 107º
- Parigi-Roubaix

2011: 83º
2013: 78º
2015: 68º
2016: 71º
2019: 75º